# Communauté de communes Haute Maurienne Vanoise
La communauté de communes Haute Maurienne Vanoise, est une communauté de communes française, située dans le département de la Savoie et la région Auvergne-Rhône-Alpes.

## Géographie
La Haute-Maurienne-Vanoise constitue l'extrémité amont de la vallée de la Maurienne. Elle est délimitée par le Parc national de la Vanoise au nord et l'Italie au sud et à l'est. Elle est accessible par le Col du Mont-Cenis, le Col de l'Iseran au nord-est et l'autoroute de la Maurienne à l'ouest. La Communauté de communes compte sur son territoire plusieurs stations de sports d'hiver : ski de piste à Valfréjus, La Norma, Aussois, Val Cenis Vanoise (Val-Cenis) et Bonneval-sur-Arc ; ski nordique à Val d'Ambin (commune déléguée de Bramans), au Monolithe et Aussois et à Bessans. Son altitude varie entre 940 mètres au Freney et 3 855 mètres sur la commune de Val-Cenis.

## Histoire
La "nouvelle" Communauté de communes Haute Maurienne Vanoise existe depuis le 1er janvier 2017. Elle est issue de la fusion de la Communauté de communes Terra Modana et de "l'ancienne" Communauté de communes Haute Maurienne Vanoise. Avec la loi NOTRe, cette dernière ne pouvait pas rester en l'état car elle comptait moins de 5 000 habitants. Les deux intercommunalités de haute Maurienne ont donc fusionné pour former une seule structure.

## Composition
La communauté de communes est composée des 10 communes suivantes :

| Nom                | Code Insee | Gentilé        | Superficie (km2) | Population (dernière pop. légale) | Densité (hab./km2) |
| ------------------ | ---------- | -------------- | ---------------- | --------------------------------- | ------------------ |
| Modane (siège)     | 73157      | Modanais       | 71,04            | 2 879 (2022)                      | 41                 |
| Aussois            | 73023      | Aussoyens      | 41,94            | 682 (2022)                        | 16                 |
| Avrieux            | 73026      | Avrionlins     | 37,85            | 394 (2022)                        | 10                 |
| Bessans            | 73040      | Bessannais     | 128,08           | 352 (2022)                        | 2,7                |
| Bonneval-sur-Arc   | 73047      | Bonnevalains   | 82,72            | 270 (2022)                        | 3,3                |
| Fourneaux          | 73117      | Forniolins     | 5,04             | 701 (2022)                        | 139                |
| Freney             | 73119      | Fénelins       | 11,13            | 107 (2022)                        | 9,6                |
| Saint-André        | 73223      | Saintandrenins | 30,84            | 447 (2022)                        | 14                 |
| Val-Cenis          | 73290      |                | 408,05           | 2 092 (2022)                      | 5,1                |
| Villarodin-Bourget | 73322      | Bourgeates     | 33,08            | 511 (2022)                        | 15                 |

## Démographie
| 1968   | 1975   | 1982   | 1990  | 1999  | 2010  | 2015  | 2021  |
| ------ | ------ | ------ | ----- | ----- | ----- | ----- | ----- |
| 13 475 | 10 163 | 10 179 | 9 682 | 9 121 | 9 100 | 8 738 | 8 484 |

### Pyramide des âges
| Hommes | Classe d’âge | Femmes |
| ------ | ------------ | ------ |
| 0,3    | 90 ans ou +  | 0,7    |
| 5,8    | 75 à 89 ans  | 7,4    |
| 14,2   | 60 à 74 ans  | 15,8   |
| 22,7   | 45 à 59 ans  | 22,8   |
| 22,3   | 30 à 44 ans  | 22,4   |
| 16,6   | 15 à 29 ans  | 14,2   |
| 18,1   | 0 à 14 ans   | 16,7   |

| Hommes | Classe d’âge | Femmes |
| ------ | ------------ | ------ |
| 0,4    | 90 ans ou +  | 1,1    |
| 6,3    | 75 à 89 ans  | 9,5    |
| 13,8   | 60 à 74 ans  | 14,7   |
| 20,9   | 45 à 59 ans  | 20,4   |
| 21,2   | 30 à 44 ans  | 20,2   |
| 18,2   | 15 à 29 ans  | 16,5   |
| 19,4   | 0 à 14 ans   | 17,5   |

## Administration

### Statut
Le regroupement de communes a dès sa création pris la forme d’une communauté de communes. L’intercommunalité est enregistrée au répertoire des entreprises sous le code SIREN 247 300 148. Son activité est enregistrée sous le code APE 8411Z

### Présidents
| Période                                  | Période  | Identité        | Étiquette | Qualité                           |
| ---------------------------------------- | -------- | --------------- | --------- | --------------------------------- |
| 2001                                     | 2008     | Marc Konareff   | SE        | Maire de Bonneval-sur-Arc         |
| 2008                                     | 2011     | Daniel Jorcin   | DVD       | Adjoint au maire de Lanslevillard |
| 2011                                     | 2014     | Yvon Claraz     | UMP       | Maire de Bramans                  |
| 2014                                     | 2017     | Pierre Huart    | SE        | Adjoint au maire de Lanslevillard |
| 2017                                     | En cours | Christian Simon | DVG       | Adjoint au maire de Modane        |
| Les données manquantes sont à compléter. |          |                 |           |                                   |

### Conseil communautaire
À la suite de la réforme des collectivités territoriales de 2013, les conseillers communautaires dans les communes de plus de 1 000 habitants sont élus au suffrage universel direct en même temps que les conseillers municipaux. Dans les communes de moins de 1 000 habitants, les conseillers communautaires seront désignés parmi le conseil municipal élu dans l'ordre du tableau des conseillers municipaux en commençant par le maire puis les adjoints et enfin les conseillers municipaux. Les règles de composition des conseils communautaires ayant changé, celui-ci comptera à partir de mars 2014 vingt huit conseillers communautaires qui sont répartis comme suit :
| Communes           | Nombre de conseillers |
| Aussois            | 2                     |
| Avrieux            | 1                     |
| Bessans            | 2                     |
| Bonneval-sur-Arc   | 1                     |
| Fourneaux          | 2                     |
| Le Freney          | 1                     |
| Modane             | 9                     |
| Saint-André        | 1                     |
| Val Cenis          | 6                     |
| Villarodin-Bourget | 2                     |
| ------------------ | --------------------- |

### Bureau
Le conseil communautaire élit un président et des vice-présidents. Ces derniers, avec d'autres membres du conseil communautaire, constituent le bureau. Le conseil communautaire délègue une partie de ses compétences au bureau et au président.
| Nom                | Fonction             | Qualité                                                    |
| ------------------ | -------------------- | ---------------------------------------------------------- |
| Christian Simon    | Président            | Conseiller délégué au maire de Modane                      |
| Jérémy Tracq       | 1er vice-président   | Maire de Bessans                                           |
| François Chemin    | 2e vice-président    | Maire de Fourneaux, conseiller régional                    |
| Jean-Claude Raffin | 3e vice-président    | Maire de Modane                                            |
| Nathalie Furbeyre  | 4e vice-présidente   | Adjointe au maire de Val Cenis, conseillère départementale |
| Maurice Bodecher   | 5e vice-président    | Adjoint au maire d'Aussois                                 |
| Yann Chaboissier   | 6e vice-président    | Adjoint au maire de Modane                                 |
| Jean-Marc Buttard  | 7e vice-président    | Maire de Avrieux                                           |
| Eric Felisiak      | 8e vice-président    | Adjoint au maire de Val Cenis                              |
| Erica Sandforf     | conseillère déléguée | Adjoint au maire de Modane                                 |
| Stéphane Bect      | conseiller délégué   | Adjointe au maire de Villarodin-Bourget                    |

### Compétences
Les compétences de la communauté de communes sont les suivantes :
- Aménagement de l'espace
- Tourisme
- Développement économique
- Protection et mise en valeur de l'environnement
- Assainissement collectif
- Politique du logement et cadre de vie
- Création, aménagement et entretien de la voirie
- Équipements culturels, sportifs et éducatifs
- Action sociale

### Identité visuelle
| Logotype de la Communauté de communes de Haute Maurienne Vanoise. | La Communauté de communes de Haute Maurienne Vanoise s’est dotée d’un logotype. |

| Logotype de la Communauté de communes de Haute Maurienne Vanoise. | À la suite de la fusion, l'identité visuelle a changé. |